# Ristella rurkii
Espèce
Statut de conservation UICN

 DD  : Données insuffisantes
Ristella rurkii est une espèce de sauriens de la famille des Scincidae.

## Répartition

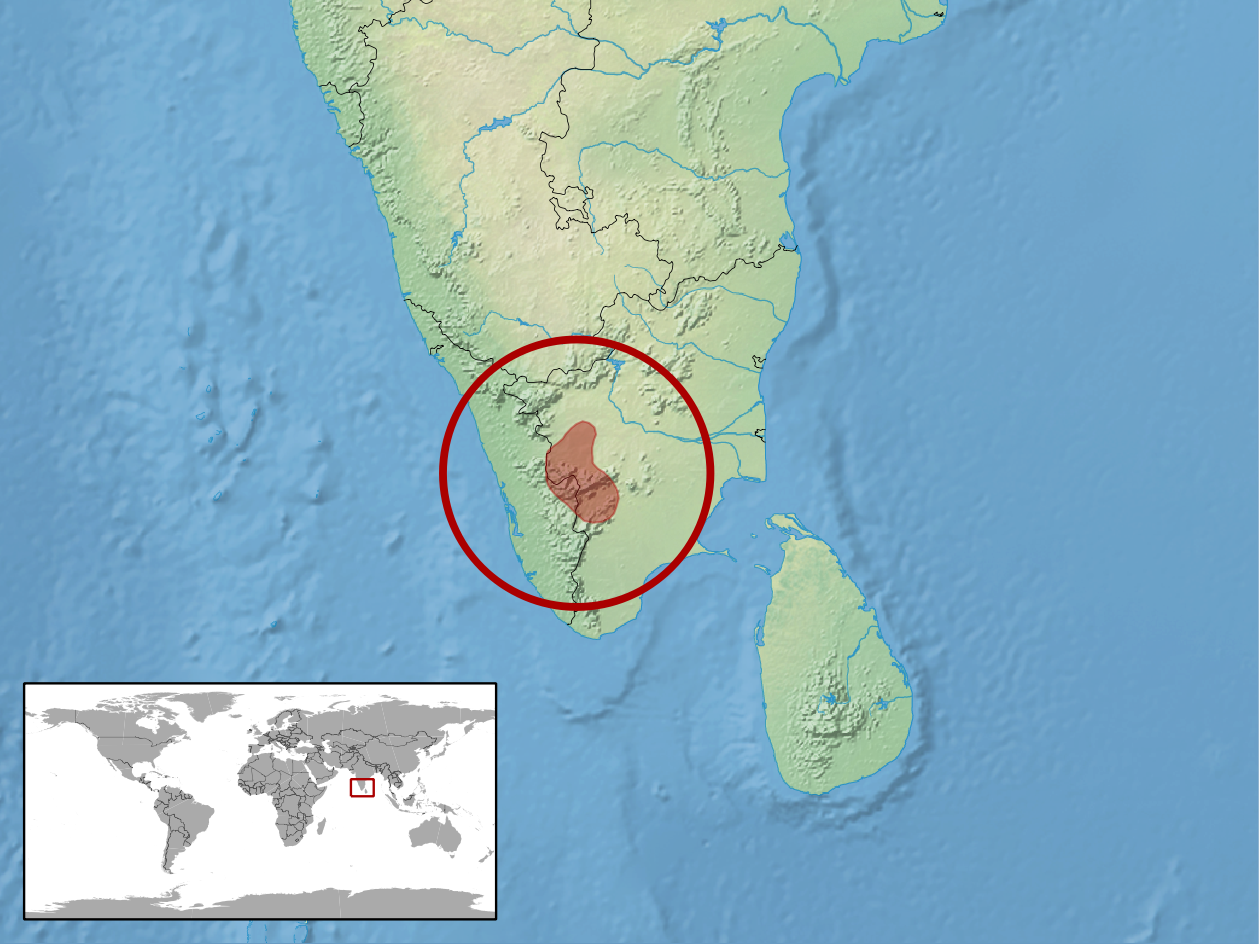
Répartition de l'espèce.

Cette espèce est endémique du Sud de l'Inde. Elle se rencontre dans les Anaimalai Hills et les Palni Hills.

## Publication originale
- Gray, 1839 "1838" : Catalogue of the slender-tongued saurians, with descriptions of many new genera and species. Annals and Magazine of Natural History, sér. 1, vol. 2, p. 331-337 (texte intégral).